# Velîka Peatîhirka, Berdîciv
Velîka Peatîhirka (în ucraineană Велика П`ятигірка) este localitatea de reședință a comunei Velîka Peatîhirka din raionul Berdîciv, regiunea Jîtomîr, Ucraina.

## Demografie
Componența lingvistică a localității Velîka Peatîhirka
     Ucraineană (98,73%)
     Rusă (1,16%)
     Alte limbi (0,12%)
Conform recensământului din 2001, majoritatea populației localității Velîka Peatîhirka era vorbitoare de ucraineană (98,73%), existând în minoritate și vorbitori de rusă (1,16%).